# Henryk Tkocz
Henryk Tkocz (ur. w 1950 w Niedobczycach) – polski artysta fotograf, uhonorowany tytułem Artiste FIAP (AFIAP) oraz Excellence FIAP (EFIAP). Członek rzeczywisty i Artysta Fotoklubu Rzeczypospolitej Polskiej Stowarzyszenia Twórców (AFRP). Członek ówczesnego Związku Twórczego – Wrocławskiego Towarzystwa Fotograficznego (obecnie Dolnośląskie Stowarzyszenie Artystów Fotografików i Twórców Audiowizualnych). Członek Photographic Society of Malesia.

## Życiorys
W 1996 roku Henryk Tkocz był założycielem klubu fotograficznego „F-16”, działającego przy Klubie Energetyka w Rybniku. Był pomysłodawcą, komisarzem, kuratorem Międzynarodowych Salonów Fotografii Artystycznej – „Kuźnia” (1997; 1998; 1999; 2000).  
Jest autorem i współautorem wielu wystaw fotograficznych; indywidualnych i zbiorowych, krajowych i międzynarodowych, (m.in.) organizowanych pod patronatem Międzynarodowej Federacji Sztuki Fotograficznej FIAP. Wielokrotnie uczestniczył w Międzynarodowych Salonach Fotograficznych (m.in. w Australii, Brazylii, Japonii, Jugosławii, Francji, Malezji, Nowej Zelandii, Portugalii, Republice Południowej Afryki, Słowacji, Stanach Zjednoczonych, Wielkiej Brytanii, na Węgrzech) – organizowanych pod patronatem FIAP, zdobywają wiele medali, nagród, wyróżnień, dyplomów i listów gratulacyjnych. Jego fotografie znajdują się w zbiorach Muzeum w Rybniku, Muzeum Śląskiego w Katowicach, Liptovskiego Muzeum w Ruzemberoku (Słowacja). 
Pokłosiem udziału w Międzynarodowych Salonach Fotograficznych (pod patronatem FIAP) było przyznanie Henrykowi Tkoczowi tytułu honorowego Artiste FIAP (AFIAP) w 1995 oraz Excellence FIAP (EFIAP) w 2021 – przez Międzynarodową Federację Sztuki Fotograficznej (FIAP). W 1998 roku został przyjęty w poczet członków Fotoklubu Rzeczypospolitej Polskiej Stowarzyszenia Twórców. Decyzją Komisji Kwalifikacji Zawodowych Fotoklubu RP, otrzymał dyplom potwierdzający kwalifikacje do wykonywania zawodu artysty fotografa, fotografika (legitymacja nr 096). W 2000 roku został członkiem Photographic Society of Malesia. W 2001 został laureatem Nagrody Prezydenta Miasta Rybnika za osiągnięcia na niwie kultury. 
W 2018 roku został uhonorowany Medalem „Za Zasługi dla Fotografii Polskiej” – odznaczeniem przyznawanym przez Kapitułę Fotoklubu Rzeczypospolitej Polskiej Stowarzyszenia Twórców – w 100. rocznicę odzyskania przez Polskę niepodległości. W 2020 odznaczony Srebrnym Medalem „Za Fotograficzną Twórczość” – odznaczeniem ustanowionym przez Zarząd i przyznawanym przez Kapitułę Fotoklubu Rzeczypospolitej Polskiej Stowarzyszenia Twórców, w odniesieniu do obchodów 25-lecia powstania Fotoklubu RP.

## Odznaczenia
- Medal „Za Zasługi dla Fotografii Polskiej” (2018)[24]
- Srebrny Medal „Za Fotograficzną Twórczość” (2020)[23]

## Publikacje (książki)
- Henryk Tkocz – „Moje Niedobczyce” (2000)[25]
- Henryk Tkocz – „Fotografia” (2005)[26]